# 克萊斯維爾 (密蘇里州克萊縣)
克萊斯維爾（英語：Claysville）是位於美國密蘇里州克萊縣的非建制地區。

## 地理
克萊斯維爾所處的海拔為高於海平面323米（即1060英呎），而該地所採用的時區為UTC-6，即北美中部時區（CST）。同時該地設有夏令時間，為UTC-6調快一小時，即UTC-5（CDT）。